# Louis Remacle
Louis Remacle (* 30. September 1910 in La Gleize; † 10. Mai 1997 in Verviers) war ein belgischer Linguist, Romanist und Schriftsteller.

## Leben und Werk
Remacle machte Abitur in Stavelot und studierte dann in Lüttich bei Jean Haust. Er wurde 1932 mit einer Untersuchung der Sprache seines Heimatorts promoviert (Le parler de La Gleize, Brüssel 1937) und leistete Militärdienst. Von 1935 bis 1946 war er Gymnasiallehrer in Seraing, ab 1946 Professor an der Universität Lüttich, ab 1948 auch Mitglied der Académie royale de langue et de littérature françaises de Belgique. Von 1959 bis 1979 gab er die Cahiers d’analyse textuelle heraus. 1956 erhielt er den Francqui-Preis. Zu seinen Schülern zählte Léon Warnant.
Remacle trat auch als Dichter des Wallonischen hervor. Am 25. September 2010 wurde in seinem Heimatort La Gleize eine Erinnerungstafel enthüllt, mit Vorträgen von Marie-Guy Boutier und Martine Willems (über den Dialektologen), Paul Delbouille (über den Literaturwissenschaftler), Guy Belleflamme (über den wallonischen Dichter), Claudine Remacle (über den Menschen), sowie Marc Duysinx (der Texte des Autors sprach) und Patrick Delcour (der Texte des Autors sang).

## Weitere Werke
- Glossaire de La Gleize. In: Bulletin du Dictionnaire wallon. 18, 1933, S. 63–112 (auch 1980)
- Orthophonie française. Conseils aux Wallons. Lüttich 1938, 1969
- Les Variations de l’h secondaire en Ardenne liégeoise. Le problème de l’h en liégeois. Lüttich/Paris 1944
- Le Problème de l’ancien wallon. Lüttich 1948, 1968
- Syntaxe du parler wallon de la Gleize. Bd. 1, Noms et articles, adjectifs et pronoms. Paris 1952; Bd. 2, Verbes, adverbes, propositions. Paris 1956; Bd. 3, Coordination et subordination. Phénomènes divers. Paris 1960
- ALW 1 – Atlas linguistique de la Wallonie. Tome 1. Introduction générale. Aspects phonétiques. Lüttich 1953
- Documents lexicaux extraits des archives scabinales de Roanne (La Gleize), 1492–1794. Paris 1967
- Les noms du porte-seaux en Belgique romane. Le terme liégeois hârkê. Lüttich 1968
- ALW 2 – Atlas linguistique de la Wallonie. Tome 2: Aspects morphologiques. Lüttich 1969
- Documents lexicaux extraits des archives de Stoumont, Rahier et Francorchamps. Paris 1972
- Notaires de Malmedy, Spa et Verviers. Documents lexicaux. Paris 1977
- La Différenciation des géminées MM, NN, en MB, ND. Paris 1984
- Toponymie de Lierneux. Lüttich 1990
- Toponymie de La Gleize. Lüttich 1992
- La différenciation dialectale en Belgique romane avant 1600. Lüttich/Genf 1992
- Orthoépie. Essai de contrôle de trois dictionnaires de prononciation française. Lüttich/Genf 1994
- Étymologie et phonétique wallones. Questions diverses. Lüttich/Genf 1997